# Erosión general (fluvial)

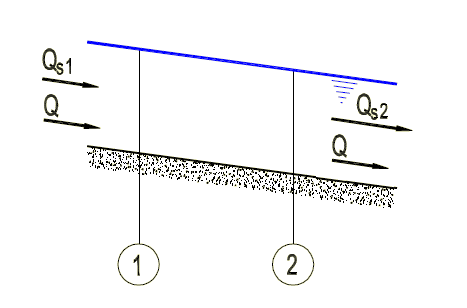
Erosión general de un cauce cuando Q_{s1} < Q_{s2} (Q_{s} = Caudal sólido), cuando no cambia el caudal líquido

En el ámbito del estudio de la erosión, se denomina erosión general, al descenso general del lecho debido a un aumento de la capacidad de transporte de una corriente en crecidas. Puede afectar  largos tramos del cauce y sería la única erosión en un cauce recto, prismático y sin ninguna singularidad (a diferencia de erosión local). Este fenómeno es todavía poco conocido. Puede analizarse como el transporte diferencial de sedimentos entre dos secciones para igual caudal líquido.
La magnitud de la erosión general se puede calcular, por ejemplo, a partir del criterio de inicio de movimiento ante una corriente permanente. Una vez establecida la posición de la superficie libre (para cierto caudal), el cálculo aproximado se realiza manteniendo fijo el nivel del agua y se desciende el nivel del lecho, aumentando de esta manera el área y disminuyendo la velocidad, hasta que la velocidad sea incapaz de mover las partículas. Evidentemente esta primera aproximación no considera muchos e importantes factores, como por ejemplo el acorazamiento, que pueden cambiar sustancialmenye los resultados.
Este fenómeno, simple en apariencia, ha sido analizado por muchos investigadores, y se han deducido una gran variedad de fórmulas empíricas para estimar la erosión general tomando en cuenta diferentes hipótesis. Una de las más conocidas es la de Blench, la cual parte de la teoría del régimen. El autor hipotiza que durante la crecida se alcanza el tirante dado por las ecuaciones de régimen.
Para arenas con granulometría comprendida en el intervalo: 0.06 < d50 (mm ) < 2

{\displaystyle y_{m}=1.20*\left({\frac {q^{\frac {2}{3}}}{\left(d_{50}\right)^{\frac {1}{6}}}}\right)}

siendo: 
- ym, el tirante de erosión medio [m] (desde la superficie libre hasta el fondo del lecho erosionado),
- q, el caudal por unidad de ancho [m3/seg m],
- d50, el diámetro medio de la granulometría del fondo [mm].

Para gravas con d50 (mm ) > 2

{\displaystyle y_{m}=1.23*\left({\frac {q^{\frac {2}{3}}}{\left(d_{50}\right)^{\frac {1}{12}}}}\right)}